# باول تيت
باول تيت (بالإنجليزية: Paul Tait)‏ هو لاعب كرة قدم بريطاني في مركز الوسط، ولد في 31 يوليو 1971 في Sutton Coldfield ‏ في المملكة المتحدة. لعب مع أكسفورد يونايتد وبرمنغهام سيتي ونادي ميلوول ونورثامبتون تاون ونيا سلاميس فاماغوستا.

## وصلات خارجية
- باول تيت على موقع قاعدة بيانات كرة القدم.إي يو (الإنجليزية)
- باول تيت على موقع Soccerbase.com (لاعب) (الإنجليزية)